# Pleuronectes ferruginea
Pleuronectes ferruginea là một loài cá thuộc họ Pleuronectidae. Chúng thường được tìm thấy ở Canada và Hoa Kỳ.